# Zimní stadion města Poprad
Zimní stadion města Poprad je aréna pro zimní sporty vybudovaná ve slovenském Popradu v roce 1973. Její kapacita dosahuje 4500 míst. Své zápasy v ní hraje hokejový klub HK Poprad a v sezóně 2011/2012 i klubu KHL HC Lev Poprad. V roce 1994 se zde uskutečnily zápasy Mistrovství světa kategorie „C“, v letech 1978 a 1999 byl dějištěm sportovních disciplín Světové zimní univerziády a v témže roce (1999) se zde odehrávaly Evropské olympijské dny mládeže. Hrává se zde i druhý nejstarší hokejový turnaj v Evropě Tatranský pohár. Na stadionu se ale pořádají i další sportovní a kulturní akce.
Součástí stadionu jsou čtyři bufety, tiskové centrum a VIP tribuna. Ledová plocha má „kanadské“ rozměry 56 × 26 metrů a je tak nejmenší ledovou plochou na Slovensku.[zdroj?] V případě potřeby je možné ledovou plochu domrazit a rozšířit na standardní slovenské rozměry.

## Poloha
Stadion se nachází v blízkosti centra města, na křižovatce silnic směrem do městských částí Spišská Sobota a Matejovce (cesta do Matejovců je zároveň výpadovkou na Kežmarok). Z vlakového a autobusového nádraží a z centra města je stadion dosažitelný desetiminutovou chůzí.
- Přístup: Příjezd autem, autobusem nebo vlakem.
- Parkování: Možnost parkování na dvou parkovištích umístěných po levé a pravé straně stadionu, dále na parkovištích v bezprostředním okolí stadionu a v přilehlých ulicích města.

## Galerie

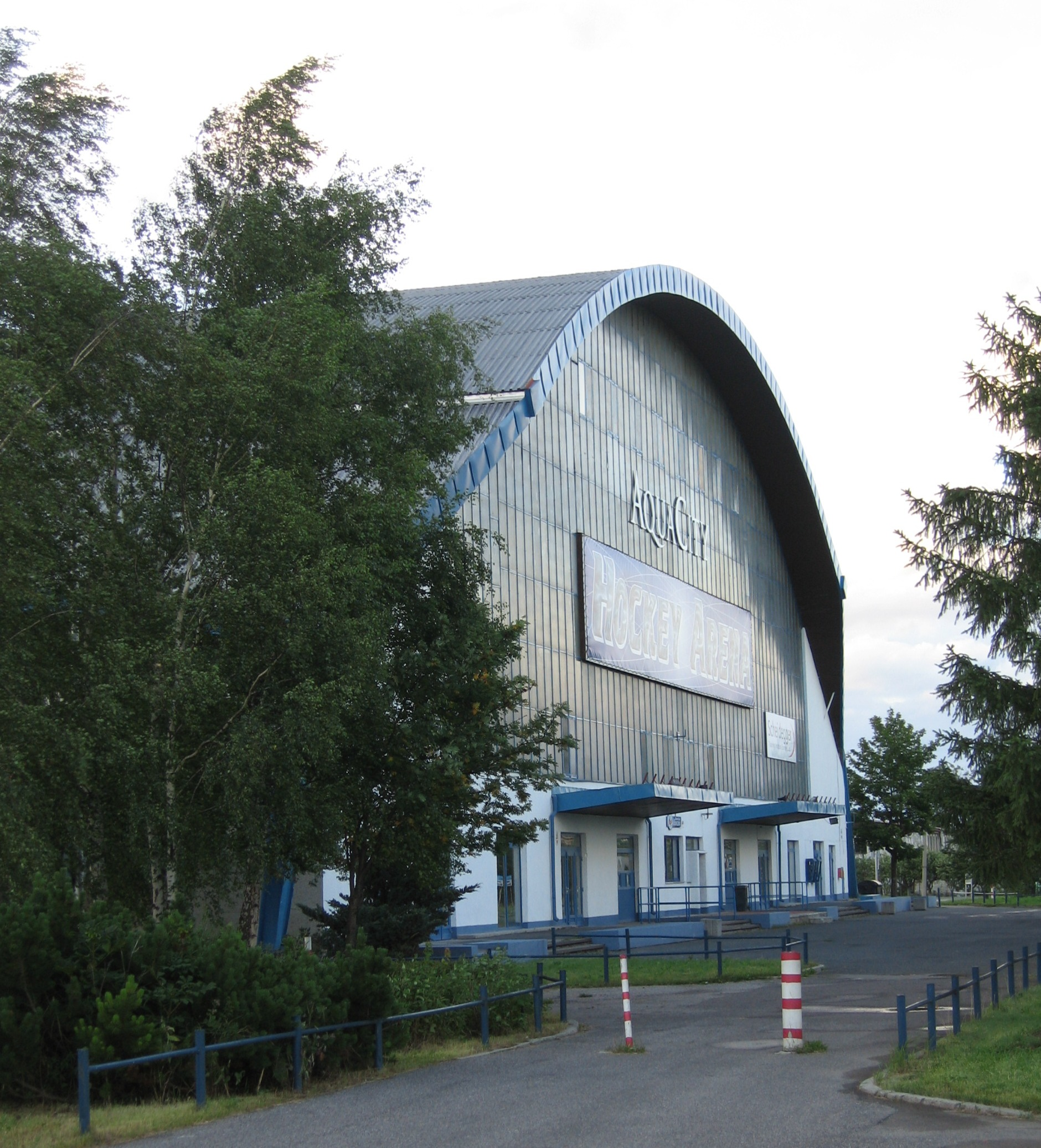
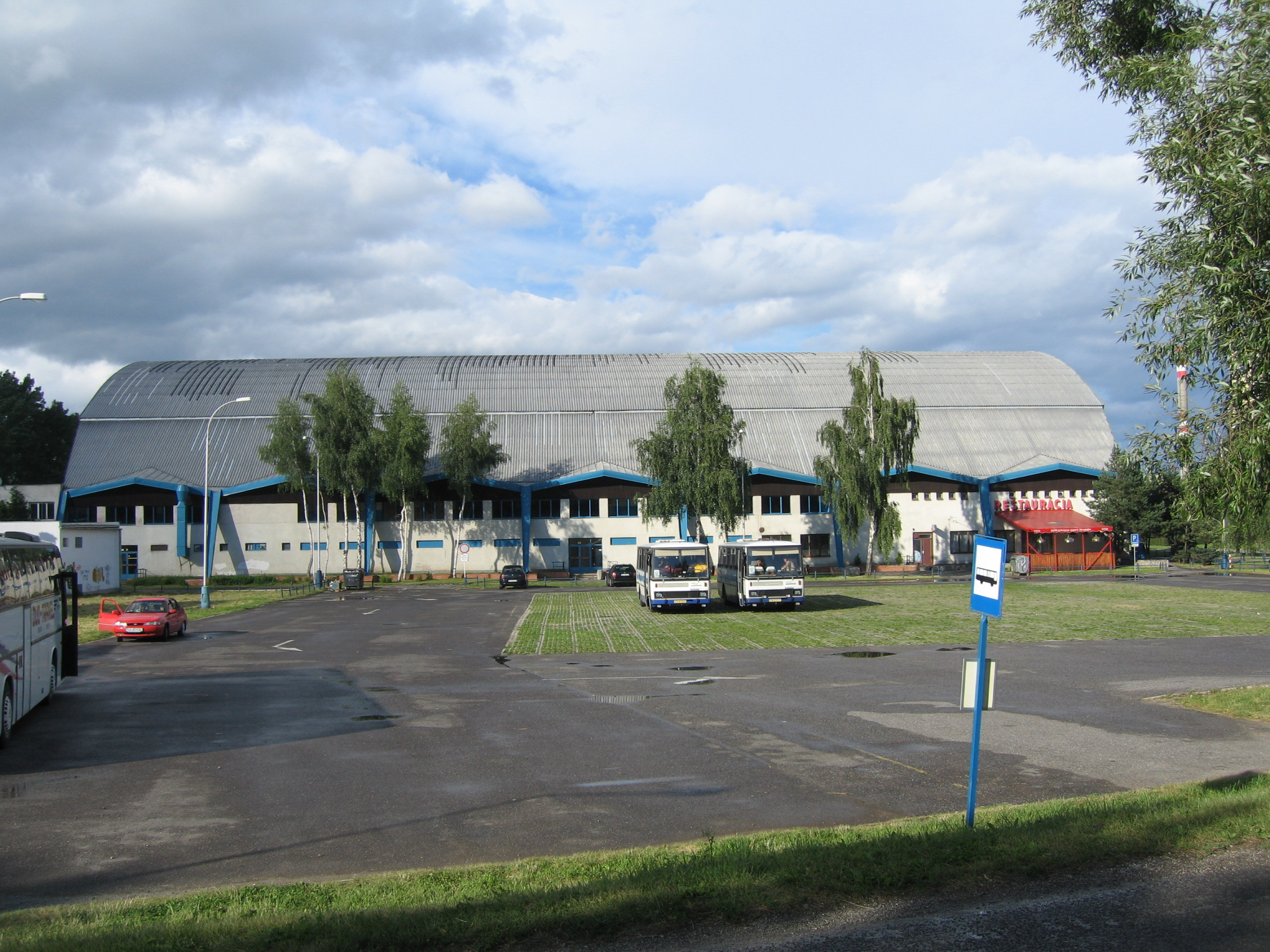

## Historie
První úvahy o umělé ledové ploše v Popradu sahají do roku 1942. Zůstalo však pouze u nich. Intenzivní kroky na realizaci stavby umělé ledové plochy ve městě se začaly podnikat v roce 1950. Funkcionáři, kteří se sdružovali zejména v podniku Tatranské pily, začali navštěvovat nadřízené orgány. Ve své činnosti neustávali, až se jim podařilo soustředit potřebné finanční prostředky. Na podzim roku 1955 se začalo s prvními stavebními pracemi. Budování stadionu však nebylo snadné. Jeho stavba nepatřila do plánu žádného z tehdejších stavebních podniků, a tak nebyla zajištěna plynulost výstavby. Do budování se tak zapojili členové dobrovolnických brigád. Vlastní ledová plocha se budovala v rámci akce Z, další objekty pak v akci T. Na organizaci se podílel okresní výbor Komunistické strany Slovenska (OV KSS), ale spolupracoval při tom i okresní národní výbor (ONV), okresní výbor Československého svazu tělesné výchovy (OV ČSZTV) a místní národní výbor (MNV). Během prací roku 1956 se při montáži mrazicích zařízení a strojovny zapojili pracovníci pražského ČKD Sokolovo. Otevření stadionu se uskutečnilo zápasy Tatranského poháru a dorosteneckým turnajem o mistra Slovenska.[zdroj?]